# 愛的麵包魂
《愛的麵包魂》（英語：The Soul of the Bread），2012年台灣電影，改編自公共電視的同名單元劇。主要演員有：《翻滾吧！阿信》的陳漢典與《那些年，我們一起追的女孩》的陳妍希和胡家瑋、鄢勝宇，及首次演國片的《超級星光大道》PK歌手倪安東聯合演出，其他演員有：廖峻、陳盈潔、相林、賴承德、蔡淑臻、柯淑勤、林晉樑等人共同演出。

## 劇情
本電影是一部關於男人與麵包的喜劇，也是一部探討文化差異的喜劇。
一個正港臺客麵包師傅，遇到了來自法國的貴族麵包師傅，為了追求心愛的女孩，展開正面對決。兩個男人，鄉村麵包店的土洋大戰，誰輸誰贏，口味將決定一切......
糕餅（陳漢典飾）是一間位在高雄鄉間「源晨麵包店」的麵包師傅，和店長邱爸（廖峻飾）的女兒曉萍（陳妍希飾）是從小到大的青梅竹馬。非曉萍不娶的糕餅，有一天晚上精心籌畫了一場求婚驚喜，但曉萍心中一直有個渴望實現的夢想，因此面對糕餅的求婚仍舊不為所動。這天，平靜的麵包店，來了一位帥氣的混血王子布萊德（倪安東飾）。身為國際美食旅遊節目主持人，同時也是米其林三星餐廳主廚，布萊德為了尋找靈感，決定找出母親生前最愛的麵包，而來到這個純樸的小鎮。他對曉萍一見鍾情，曉萍雖心有所屬，但是，布萊德做的歐式麵包，以及他浪漫溫柔的舉止，意外地攪亂曉萍和糕餅的生活，這使糕餅甚為不滿，最後更在麵包店大打一場。在曉萍無心插柳的安排下，布萊德以房客的身分，和糕餅一起住在麵包店頂樓，並成為邱爸的學徒。眼見曉萍與布萊德的感情越來越好，布萊德甚至要帶曉萍離開臺灣前往法國實現她的夢想。為了留住曉萍，糕餅決定接受健生嫂（陳盈潔飾）的提議和布萊德來一場以「臺式麵包PK歐式麵包」為主題的麵包大賽，如他勝出即可與曉萍一起。在比賽後的投票，曉萍那一票成為何方勝出的關鍵（因須101票，而當時只有100票），結果她投了布萊德一票。
曉萍決定與布萊德一起到法國，糕餅依依不舍，決定自行製作一麵包送給她作為臨別的禮物，可惜他太遲了，曉萍早已離開高雄。後來，曉萍因有東西忘記帶走而返回高雄，糕餅得知後便追上。曉萍被糕餅的行為所感動，決定改初衷，留在台灣。而布萊德也吃了他的麵包，原來那麵包就是之前他母親的最愛......

## 主要角色
| 演員   | 角色           | 粵語配音 | 職業／關係／簡介 | 其他 |
| 陳妍希 | 邱曉萍         | 何璐怡   | 父親是旗山溪州的一位里長，同時也是源晨麵包店的店長，父親將源晨麵包店放手給曉萍與糕餅接手。 和糕餅是從小到大青梅竹馬，對於糕餅多次求婚都婉拒回應，非常喜歡一本作家蘇雯雯的法文翻譯書籍『25歲，我在巴黎烘焙』，一直渴望著有一天，可以和糕餅一起到巴黎參加麵包師傅比賽完成夢想。                                                                  |      |
| 陳漢典 | 高秉宏（糕餅） | 關令翹   | 一個所謂的台客，有點囂張，有點漂丿，有點自以為是的莽撞、驕傲，然而內心卻殷切求盼著穩定而幸福的生活。 從小住在曉萍家當學徒，很有做麵包的天份；再加上後天的努力與曉萍父親每日的放送當日招牌麵包，堪稱本鎮的首席麵包師。 除了曉萍與麵包外，生活的重心還有一尊三太子的「大仙ㄤ仔」，在鎮上協助當地廟宇跳陣頭，也會義務的提攜後輩跳三太子的技巧...  |      |
| 倪安東 | 布萊德         | 麥皓豐   | 一個所謂的ABC（American-born Chinese），正確的來說卻是FBC（French-born Chinese），但對鄉民來說可是帥氣的阿多仔。是一個由法國人父親，與台灣人母親的完美結合。樂觀積極、浪漫奔放，原是多才多藝的國際知名美食節目主持人，是所有女人夢寐以求的白馬王子。 然而布萊德突然消失在螢光幕上，只為了尋找母親蘇雯雯在台灣所留下的足跡，隻身來到旗山溪洲... |      |

## 其他角色
| 演員           | 角色   | 粵語配音 | 職業／關係／簡介 | 其他                       |
| 廖峻           | 邱爸   | 張炳強   | 源晨麵包店店長，同時也是地方的里長。常用廣播與村民溝通瑣碎的大小事。將麵包店逐漸交給糕餅之後，熱衷於音樂，和附近的里民組成『阿不倒樂團』，在村中大小場合演出。       |                            |
| 吳志成         | Gary伯 |          | 阿不倒樂團鼓手。跟邱爸一樣熱衷於音樂，所以跟邱爸(高音薩克斯風)、建生伯(中音薩克斯風)、瑞典伯(貝斯)、泰誠伯(吉他)等人共同組成『阿不倒樂團』，在村莊為頗有名氣的樂團。 |                            |
| 陳盈潔         | 健生嫂 | 林丹鳳   | 傳統的台灣歐巴桑，喜歡到處參與村中的大小事，每週固定會去上糕餅的麵包教室。                                                                                           |                            |
| 胡家瑋（彎彎） | 阿娟   | 黃淑芬   | 剛和土雞城老闆新婚，是曉萍的好朋友，喜歡把自己打扮的很時髦，但又無法掩飾鄉下女孩的本質。                                                                             |                            |
| 賴承德         | 阿弟仔 | 胡家豪   | 曉萍的弟弟，很崇拜糕餅，傻裡傻氣的個性相當討附近鄰居的歡心。 |                            |
| 李相林         | 郝飛蕾 | 凌晞     | 鎮上的漂亮女警，最愛吃源晨麵包店的紅豆麵包。 |                            |
| 鄢勝宇         | 阿坤   | 陳耀楠   | 土雞城老闆，和糕餅約好同一時間向各自的女友求婚，結果很順利的成功了，和糕餅一起在廟裡教人跳八家將。                                                                   | 電視劇版飾演阿弟仔的角色。 |
| 蔡淑臻         | 蘇雯雯 |          | 布萊德的媽媽，30年前因緣際會下來到「源晨麵包店」品嘗到令她念念不忘的滋味，使得布萊德在她過世後為尋找媽媽懷念的味道而回到台灣。                                       |                            |
| 柯淑勤         | 邱媽   | 謝潔貞   | 曉萍的媽媽，與蘇雯雯30年前相識，想去法國的夢想深深影響曉萍，最後卻選擇為了家人而留下。                                                                               |                            |
| 邱啟發         | 健生伯 | 林國雄   | 和邱爸同是阿不倒樂團的薩克斯風手，新買了一個價值15萬元的薩克斯風，讓邱爸很不是滋味。                                                                                 | 電視劇版飾演邱爸的角色。   |
| 高志宏         | 田雄   |          | 小鎮上的警察，「郝飛蕾」的同事，沉默寡言，對布萊德懷抱敵意。 | 電視劇版飾演糕餅的角色。   |

## 歌曲
| 曲別         | 歌曲名稱              | 作詞                | 作曲            | 演唱者                 | 備註 |
| 主題曲       | 愛的麵包魂            | 高炳權              | 王希文          | 陳漢典                 | |
| 片尾曲1      | You are my baby       | 高炳權、Skot Suyama | Skot Suyama     | 倪安東、陳漢典         | |
| 片尾曲2      | 愛的麵包              | 陳妍希              | Skot Suyama     | 陳妍希、倪安東、陳漢典 | |
| 插曲         | 夭壽好喝（海鮮舞）    | 高炳權              | 王希文          | 陳漢典                 | 歌詞：白浪滔滔我不怕 龍蝦鮪魚大白鯊 海鮮濃湯乎搭拉 夭壽好喝第一名 實在攏愛感謝天公媽…                             |
| 插曲         | 胃痛一百遍            | 高炳權              | 王希文          | 陳漢典                 | 歌詞：我為妳胃痛一百遍 為何妳不在我心裡面 心在天邊 感情好遠 妳就是喜歡他的錢 胃痛一百遍 為何他的內褲掛在妳房間... |
| 插曲         | 菠蘿麵包的哀傷        | 高炳權              | 王希文          | 阿不倒樂團、廖峻       | |
| 配樂         | 巴黎！溪洲！          | -                   | 王希文          | -                      | 里長廣播配樂 |
| 配樂         | 我在巴黎烘焙的日子 ！ | -                   | 王希文          | -                      | 片頭配樂 |
| 版權歌曲     | La Vie En Rose        | Édith Piaf          | Louis Guglielmi | 倪安東                 | 原唱：Édith Piaf 改編：王希文                                                                                     |
| 版權歌曲     | 愛情限時批            | 伍佰                | 伍佰            | 陳妍希、陳漢典         | 原唱：伍佰、萬芳 改編：王希文                                                                                     |
| 隱藏結局插曲 | 麵包恰恰              | 葉復臺              | 葉復臺          | 葉復臺（舞棍阿伯）     | 此曲出現於正片播畢字幕卡上完後的隱藏結局                                                                          |

## 所獲獎項
| 年份 | 獎項             | 結果 |
| ---- | ---------------- | ---- |
| 2010 | 金馬創投百萬首獎 | 獲獎 |
| 2010 | 台北後製獎       | 獲獎 |
| 2010 | 聲色盒子獎       | 獲獎 |

## 週邊產品
- 原聲帶：愛的麵包魂 電影原聲帶（2012年11月30日發行）[2]

## 外部連結
- 《愛的麵包魂》的Facebook專頁
- 電影《愛的麵包魂》官方部落格 （页面存档备份，存于）
- Yahoo奇摩電影上《愛的麵包魂》的資料（繁體中文）
- MSN娛樂上《愛的麵包魂》的資料（繁體中文）

- 開眼電影網上《愛的麵包魂》的資料（繁體中文）
- 豆瓣电影上《愛的麵包魂》的資料 （简体中文）
- 豆瓣电影上《公視人生劇展《愛的麵包魂》》的資料 （简体中文）
- 时光网上《愛的麵包魂》的資料（简体中文）
- 时光网上《公視人生劇展《愛的麵包魂》》的資料（简体中文）
- 香港影庫上《愛的麵包魂》的資料（繁體中文）
- 爛番茄上《愛的麵包魂》的資料（英文）
- 互联网电影数据库（IMDb）上《愛的麵包魂》的资料（英文）
- Box Office Mojo上《愛的麵包魂》的資料（英文）